# Aerolínea de bajo costo

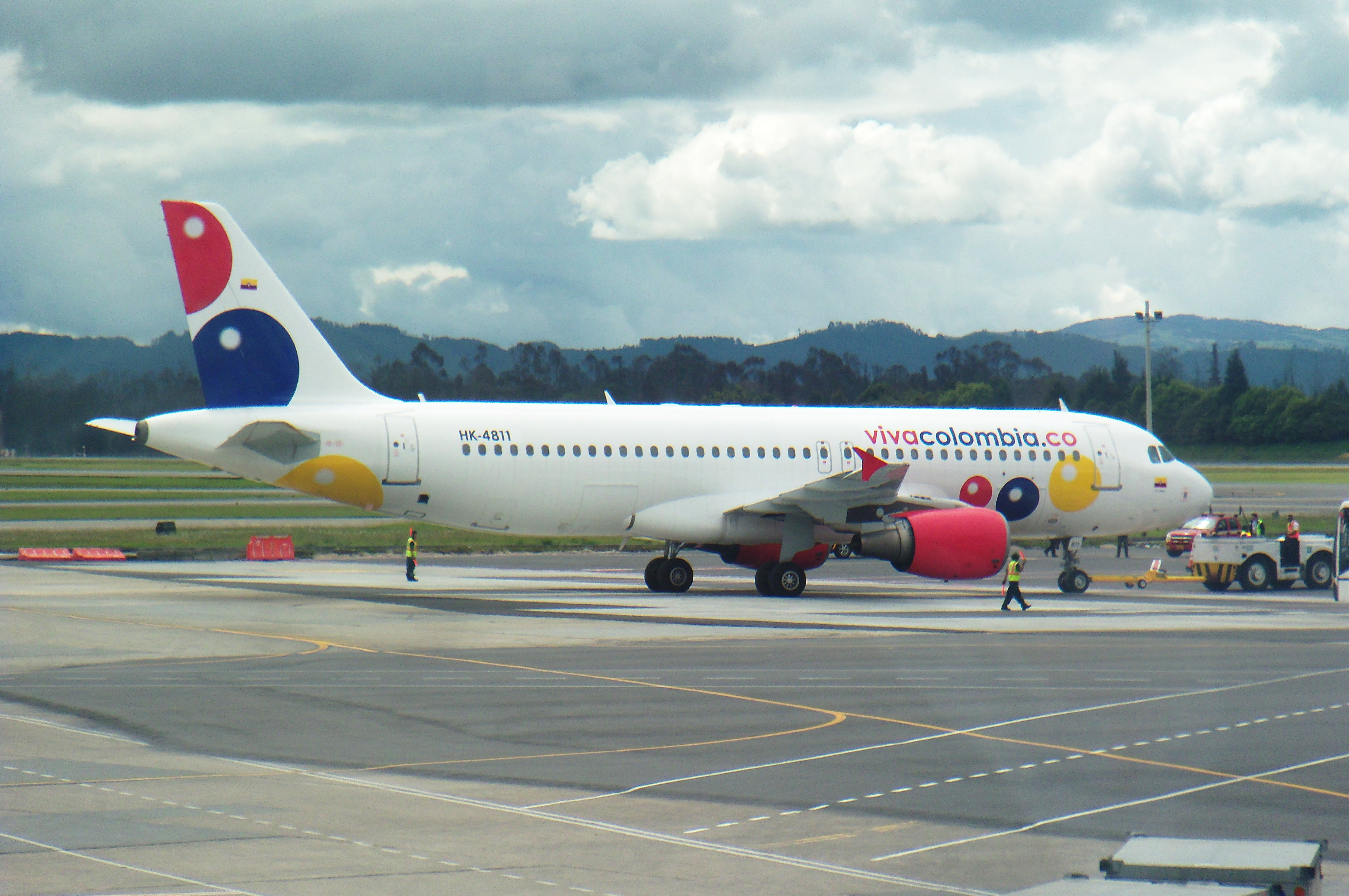
Airbus A320 de la aerolínea de la compañía colombiana de bajo costo Viva Air Colombia, en rodaje para estacionar en Bogotá.

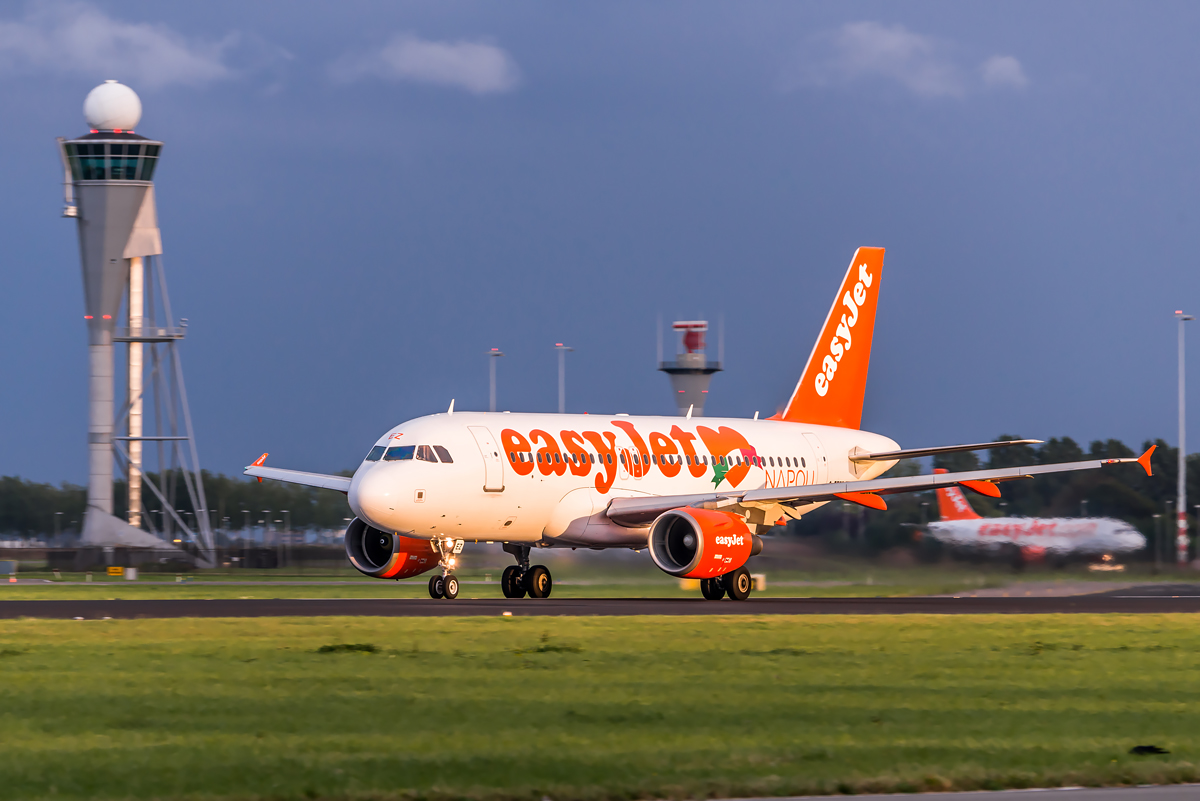
Airbus A319 de easyJet en el aeropuerto de Ámsterdam-Schiphol.

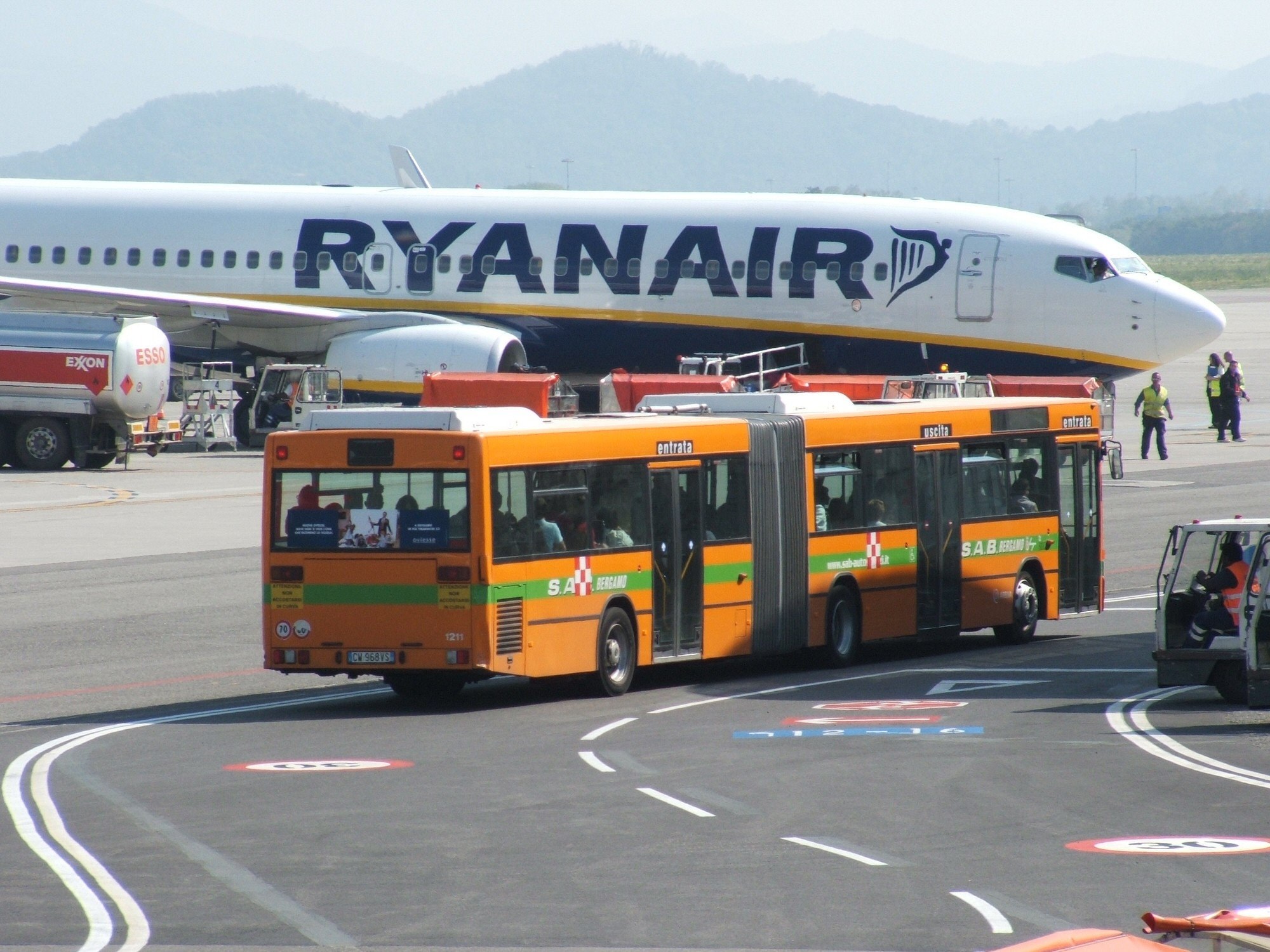
Boeing 737 de la aerolínea irlandesa de bajo costo Ryanair.

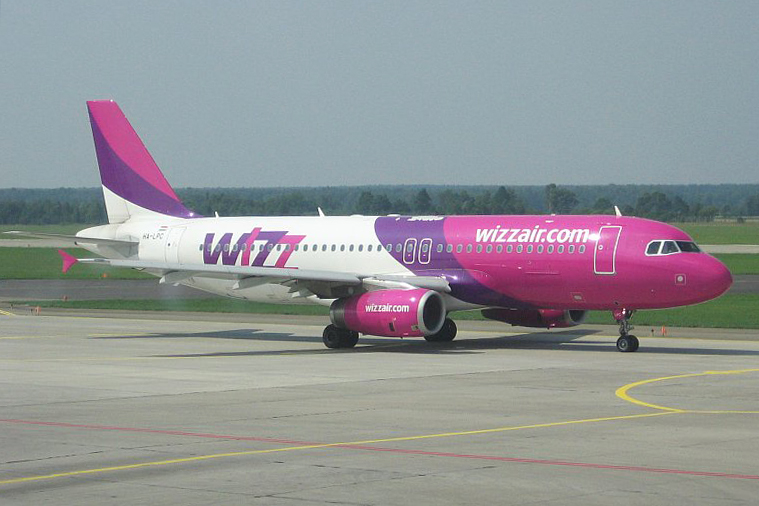
Airbus A320 Wizz Air de la aerolínea Europa oriental en el Aeropuerto Internacional de Katowice en Polonia

Una aerolínea de bajo costo o coste, aerolínea de bajo precio o aerolínea low-cost es una aerolínea que ofrece una tarifa más económica a cambio de eliminar muchos de los servicios que reciben los pasajeros de aerolíneas tradicionales, o que cobran estos servicios de forma adicional. El concepto surgió en los Estados Unidos antes de extenderse por Europa a principios de la década de 1990 y de ahí al resto del mundo ante el aumento en la demanda de transporte aéreo. En principio el término era empleado dentro de la industria de la aviación para referirse a compañías con costos de operación bajos o menores que los de la competencia. A través de los medios de comunicación, su significado varió, y ahora define a cualquier aerolínea de precios bajos y servicios limitados, frente a los de las aerolíneas tradicionales.

## Historia
La primera compañía de precios bajos fue la estadounidense Pacific Southwest Airlines, que inició sus vuelos el 6 de mayo de 1949. A menudo y de forma errónea se concede este mérito a Southwest Airlines, aerolínea también estadounidense que no empezaría a operar hasta 1971 y a generar beneficios dos años después. Con el proceso de desregulación vivido por la aviación a principios de la década de 1990, el modelo se extendió a Europa, con aerolíneas como la irlandesa Ryanair o la británica easyJet. Durante 2004 una ola de nuevas aerolíneas de bajo costo invadió Australasia, con la malaya Air Asia y la australiana Virgin Blue a la cabeza. El modelo operativo de bajo costo es aplicable en todo el mundo, si bien los mercados liberalizados son más adecuados para su rápida expansión.
Las compañías de bajo costo suponen una seria amenaza a las aerolíneas tradicionales de «servicio completo», pues el alto costo operativo de estas últimas no les permite competir de forma efectiva con los precios de los billetes ofertados por las low-cost, y este es el factor más importante para la mayoría de clientes. De 2001 a 2003, periodo en que la industria de la aviación fue duramente golpeada por el terrorismo, la guerra y el SARS, la gran mayoría de las aerolíneas tradicionales sufrieron fuertes pérdidas mientras las compañías de bajo costo se mantuvieron en positivo.
Muchas empresas optaron por lanzar sus propias filiales de precios bajos, como Buzz de KLM, Clickair de Iberia, Go Fly de British Airways o Ted de United Airlines, pero se toparon con serias dificultades para evitar que su negocio fuese devorado por sus matrices. Excepciones de esto son bmibaby de Bmi, Snowflake de SAS, la alemana germanwings (controlada en un 49 % por Lufthansa) o Jetstar de Qantas, todas ellas capaces de operar conjuntamente con sus matrices de servicio completo.
En el mercado de los destinos vacacionales, las aerolíneas de bajo costo también compiten con los vuelos chárter de pasajeros. Sin embargo, la inflexibilidad de los chárters (sobre todo en lo que a la duración de la estancia se refiere) los ha hecho impopulares entre los viajeros. Se ha intentado extrapolar la dinámica del bajo costo a otras industrias y negocios como la hotelera o el software.

## Las aerolíneas de bajo costo en las distintas partes del mundo

### Europa

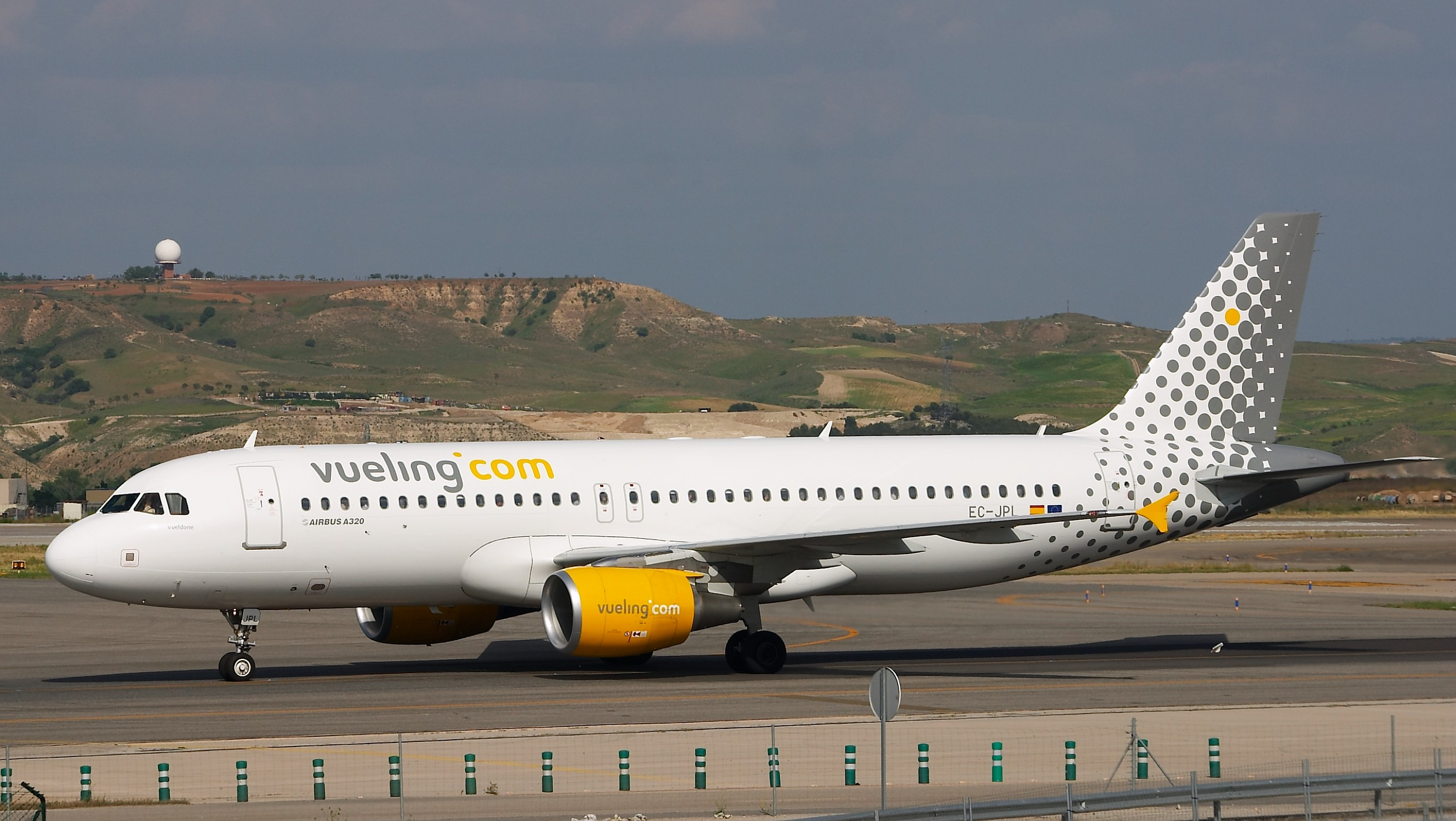
Airbus A320 de la aerolínea española de bajo costo Vueling.

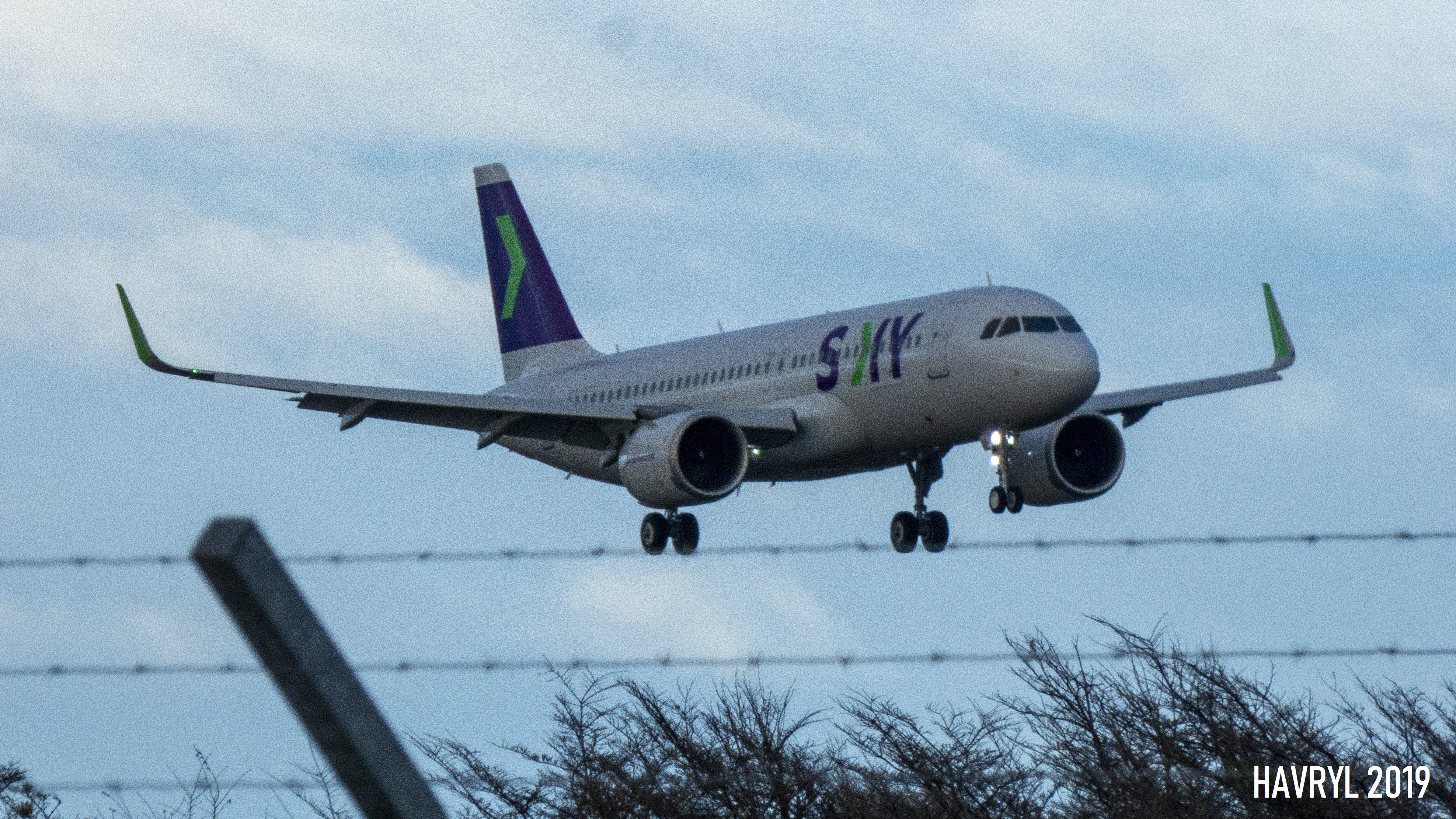
Airbus A320neo de la aerolínea chilena SKY

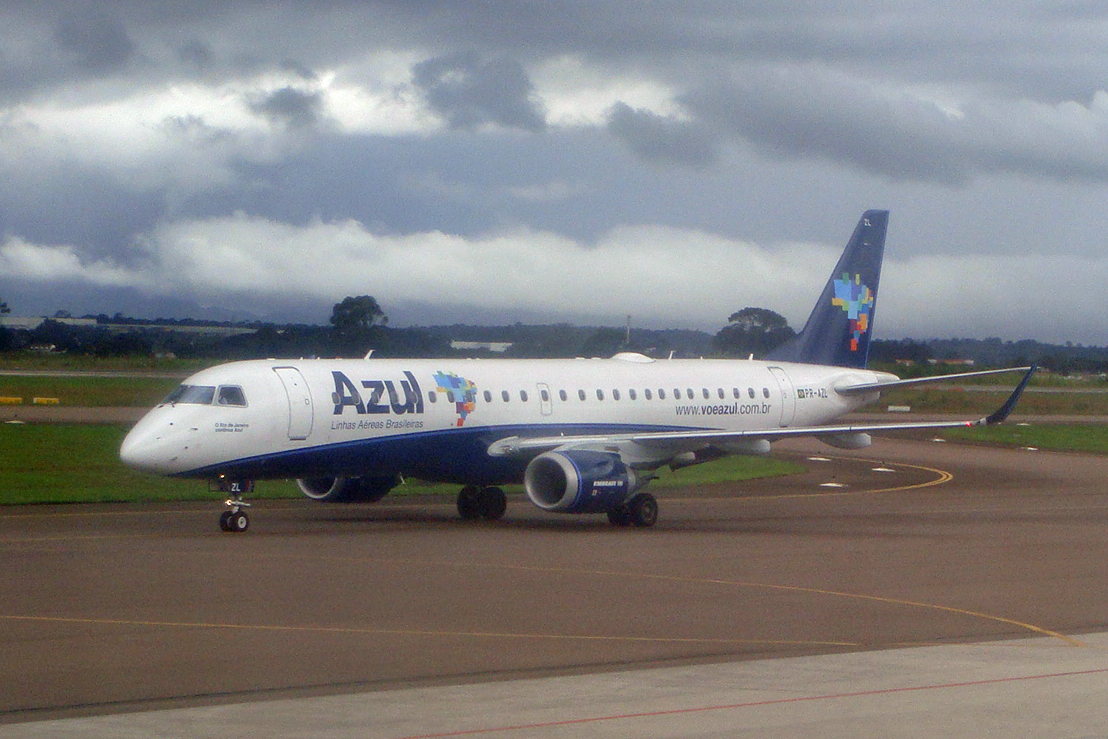
Embraer 190 de la aerolínea brasileña de bajo costo Azul.

Sin duda los dos ejemplos más claros de compañías europeas de bajo costo son la británica easyJet y la irlandesa Ryanair, que desde su nacimiento en 1995 y 1985, respectivamente, no han parado de aumentar su red de destinos en el continente. Y pese a su éxito, la tendencia es la de seguir reduciendo costos y servicios añadidos. Por ejemplo, en 2004, Ryanair anunció su intención de eliminar los asientos reclinables, los paños de los reposa cabezas o los bolsillos en los respaldos de los aviones de su flota.
La entrada de algunos países de Europa Oriental en la Unión Europea y los esfuerzos para cumplir las exigencias de la UE por parte de aquellos que aún no lo han conseguido ha llevado a una extensión del llamado Espacio Aéreo Europeo, y a su vez al establecimiento de rutas de bajo costo tanto por compañías ya existentes como por otras nuevas como Wizz Air. Entre 2004 y 2006 se establecieron rutas a países como Bulgaria, Eslovenia, Polonia, Hungría o la República Checa, además de iniciar los vuelos a Turquía.
En Finlandia la competencia se produjo en sentido inverso, de manera que la compañía nacional Finnair bajó los precios de sus billetes hasta tal punto que su competidora de bajo costo Flying Finn se vio forzada a cesar sus operaciones. Tres meses después de la bancarrota de Flying Finn, otro de los operadores del país, Blue1, comenzó a volar a tres de los destinos más rentables de Flying Finn.
En Noruega la primera compañía de bajo costo fue ColorAir, formada en 1998, aunque sus competidores SAS y Braathens acabaron equiparando sus precios con los de ColorAir y esta tuvo que cerrar al año siguiente. A ColorAir la siguió Norwegian Air Shuttle, o Norwegian, que inició sus operaciones de bajo costo en septiembre de 2002 con una flota de Boeing 737. Aunque Norwegian comenzó operando solamente en rutas nacionales, hoy sus vuelos internacionales superan a los nacionales. El lanzamiento de vuelos sin escalas desde ciudades cercanas al círculo polar ártico como Stavanger, Bergen o Trondheim, además de la capital Oslo, hizo que la compañía adquiriese gran popularidad. Realmente las estadísticas afirman que los noruegos son los que más vuelan del mundo, principalmente porque la escarpada geografía de su país hace difícil el transporte por carretera o ferrocarril, pero también por su alto nivel de ingresos.
En cuanto a España podría decirse que la liberalización del mercado de la aviación iniciada con la privatización de Iberia y continuada con el desarrollo de las aerolíneas regulares Air Europa y Spanair así como de otras dedicadas a los vuelos chárter alcanzó su punto álgido en el año 2004 con el nacimiento de Vueling Airlines y en el 2006 con la creación por parte de Iberia de su filial de bajo costo Clickair, esta última ya desaparecida (fusionada con Vueling).

### Sudamérica
En Colombia, existen desde 2007 aerolíneas de bajo costo, siendo la primera de ellas EasyFly operando en rutas regionales solamente, hasta la llegada de Viva Air Colombia que desarrolló sus primeros vuelos comerciales internacionales hacia Lima y hacia Panamá hasta declararse en bancarrota en 2023. Esta expansión y rápido crecimiento del mercado colombiano, llevó a la creación de la aerolínea Wingo, de capital colombo-panameño en el segmento de aerolíneas low-cost de vuelos internacionales, operando en la zona de Centroamérica y el Caribe.
En Chile, la primera aerolínea en operar bajo el modelo de bajo costo, fue SKY Airline, que tras operar durante años bajo el modelo tradicional, durante 2015 anunció su transformación en aerolínea de bajo costo, durante los últimos años fue mutando hasta convertirse en una aerolínea de ultra bajo costo, comenzando el cobro de servicios adicionales, venta a bordo, entre otros servicios. Durante 2017 se sumó JetSMART a la competencia dentro de Chile, comenzando a volar desde julio del mismo año. Además, LATAM Airlines, dentro del mercado aéreo chileno opera con prácticas de aerolínea low cost, tales como cobrar el equipaje o vender comida a bordo.
En Argentina, la aerolínea de bajo costo Flybondi fue la primera de este tipo en comenzar sus operaciones. Fue fundada en el año 2016 a raíz del crecimiento que experimentó la aviación comercial en dicho país en los últimos años y comenzó sus vuelos regulares el 26 de enero de 2018. Cuenta con más de 12 destinos a nivel nacional. Su principal centro de operaciones es el Aeropuerto El Palomar, que se encuentra ubicado en la ciudad de El Palomar en la provincia de Buenos Aires, y que se destaca por ser el primer y único aeropuerto low cost de América Latina. Su CEO es el suizo Julian Cook y sus principales inversionistas son Cartesian Capital Group LLC, Yamasa Co. Limited. Los exejecutivos Michael Cawley (Ryanair) y Michael Powell (WizzAir), son también accionistas de la línea aérea. Durante 2019, se sumó JetSMART Argentina a la competencia en el Aeropuerto El Palomar, la filial de aerolínea chilena comenzó sus vuelos de cabotaje el 11 de abril de 2019 Durante 2018 también se sumó Norwegian Air Argentina a la competencia de bajo costo, pero esta opera sus vuelos desde el Aeroparque Jorge Newbery

### América del Norte

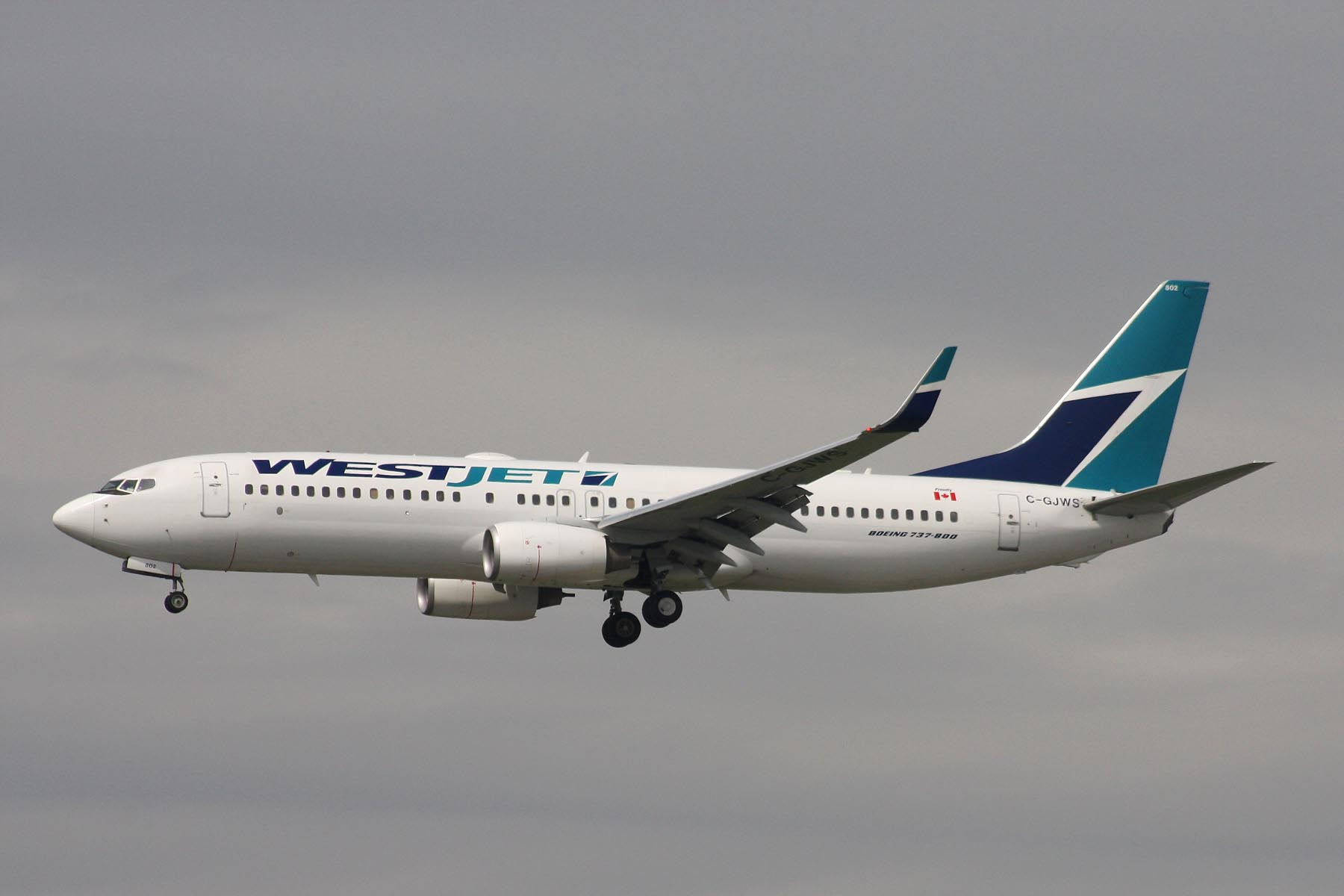
Boeing 737-800 de la aerolínea canadiense de bajo costo WestJet.

En países como los Estados Unidos, a medida que el número de aerolíneas de bajo costo ha ido creciendo, estas aerolíneas han empezado a competir entre ellas además de con las tradicionales. 

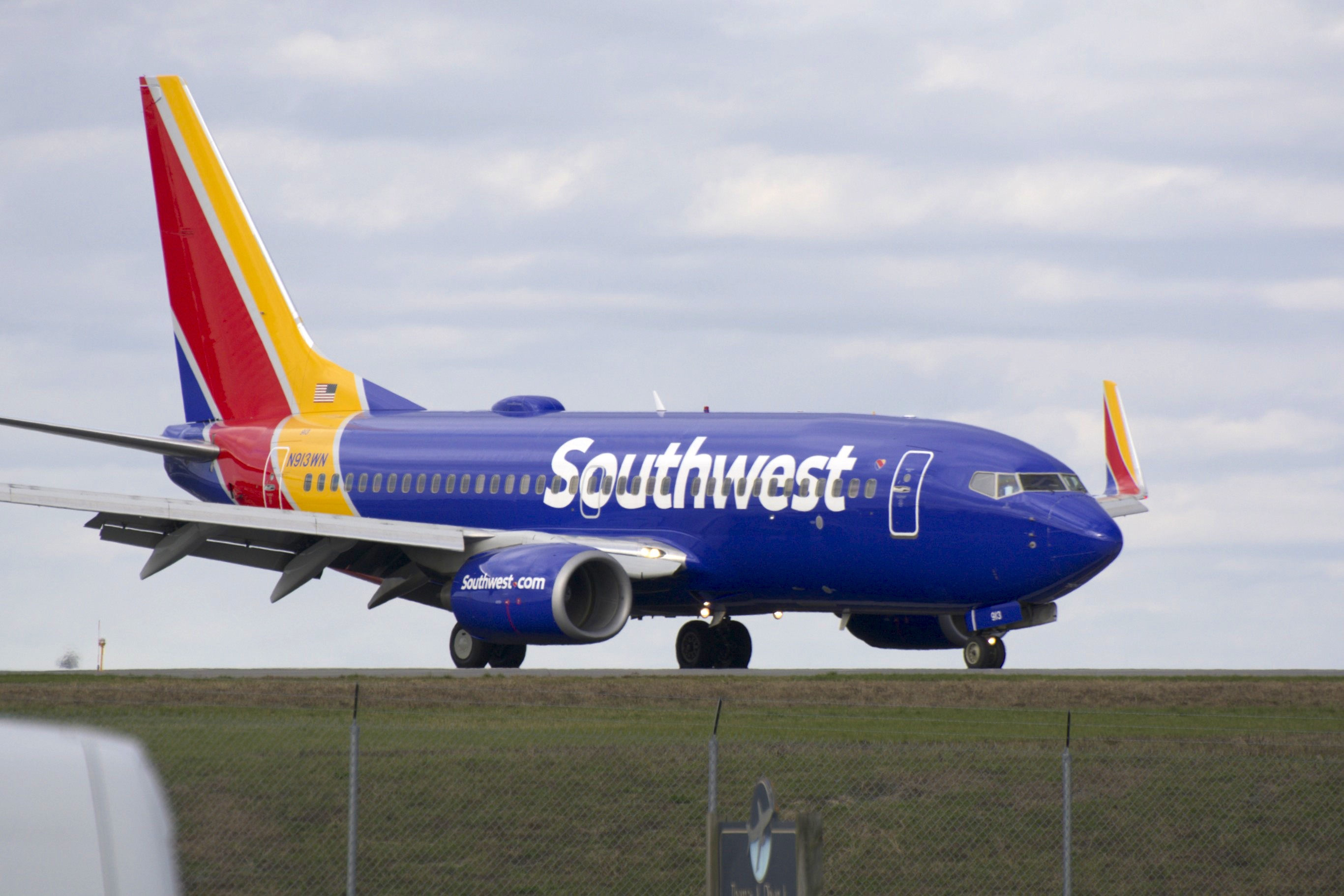
Boeing 737-700 de la aerolínea estadounidense de bajo costo Southwest Airlines.

En Canadá, Air Canada encontró dificultades para aguantar la competencia con sus nuevas rivales de bajo costo Westjet, Canjet y Jetsgo a pesar de gozar de la posición dominante del mercado hasta el momento. Air Canada entró en suspensión de pagos en 2003, pero se recuperó en septiembre de 2004. La compañía operaba dos subsidiarias de bajo costo, Air Canada Tango y Zip, pero esta línea de negocio fue abandonada por los problemas económicos. Por otra parte cabe comentar que Jetsgo cerró el 11 de marzo de 2005.

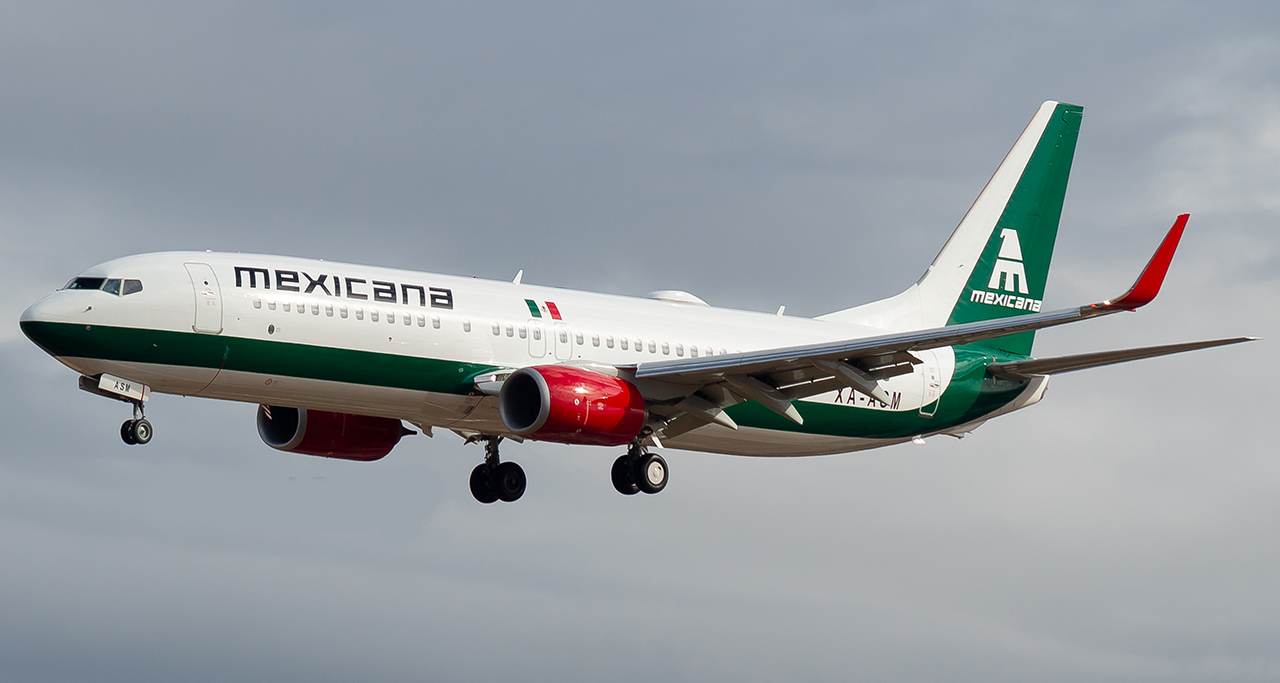
Boeing 737 Next Generation de la aerolínea mexicana de bajo costo Aerolínea del Estado Mexicano

En México como tal no existe un mercado que se pueda denominar en realidad de bajo costo, sin embargo existe mucha competencia en el mercado aéreo.
Operando en un rango de mercado similar se encuentran, Aeroméxico Connect, la segunda mayor aerolínea del país por cantidad de pasajeros transportados (después de su matriz Aeroméxico), Mexicana Click tercera por número de pasajeros transportados, Volaris cuarta aerolínea nacional por número de pasajeros transportados, cuyas actividades comerciales dieron inicio en marzo de 2006, actualmente Volaris cuenta con una flota de 18 aviones Airbus A319, de los cuales 2 han sido ex flota de TACA y 16 más nuevos. Volaris, ya recibió su primer Airbus A320 de los 11 que encargó a Airbus y que servirán en su plan de expansión del negocio. Tiene su base en el Aeropuerto Internacional de Toluca y con vuelos hacia 26 ciudades mexicanas; Interjet fue creada en 2005, la flota de Interjet está integrada por 13 aeronaves Airbus A320, equipadas con lo último en tecnología. Además cuentan con las más altas certificaciones internacionales en cuanto a mantenimiento y seguridad, con base de operaciones en Toluca y el Aeropuerto de la Ciudad de México, logrando una gran competencia con las aerolíneas tradicionales Aeromexico y Mexicana; Aviacsa séptima aerolínea nacional por número de pasajeros transportados, vuelan principalmente al sureste mexicano, tienen su base de operaciones en las ciudades de México y Monterrey, Viva octava por número de pasajeros transportados, entró en operaciones en el último trimestre de 2006 con salidas desde la ciudad de Monterrey hacia 18 destinos en la república mexicana y también se encuentra Magnicharters,una aerolínea fundada en 1994 inicialmente como chárter para luego convertirse en una aerolínea comercial operando a 11 destinos nacionales y por temporadas 2 destinos internacionales (Las Vegas y Orlando).

### Centroamérica
- El 9 de septiembre de 2011 inicio operaciones Easy Sky con un Boeing 737-232 cubriendo la ruta entre la ciudad continental de La Ceiba y La Isla de Roatán. Cobrando una tarifa igual a la de transporte marítimo (24.95 $) lograron altas utilizaciones. El vuelo solo toma 8 minutos para cubrir 40 millas náuticas. Es el vuelo, itinerado, más corto del mundo en una aeronave, Jet, de más de 10 toneladas.
- En noviembre de 2014 inicio operaciones Veca Airlines la cual es una aerolínea de bandera de El Salvador tiene su centro de operaciones en el Aeropuerto Internacional de El Salvador «Monseñor Oscar Arnulfo Romero y Galdámez», actualmente posee como destinos Guatemala, Costa Rica, Nicaragua y El Salvador

### Asia

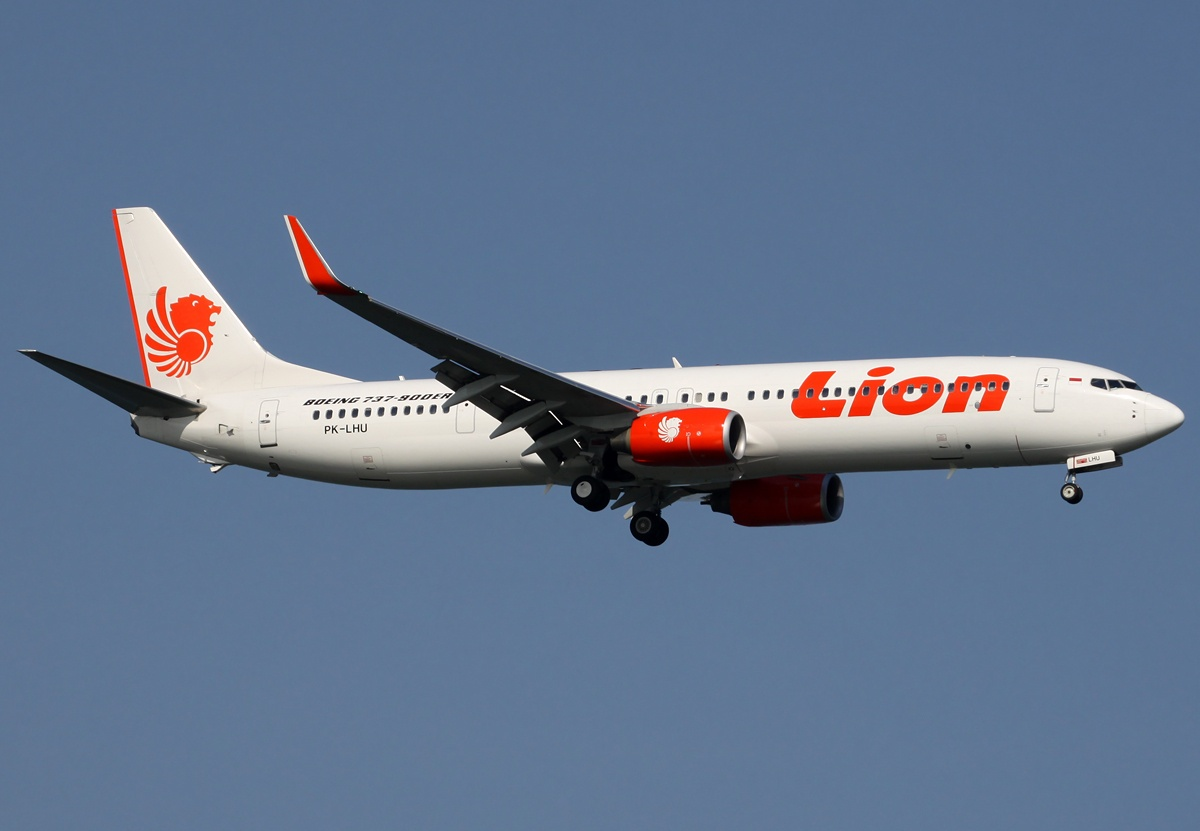
Boeing 737-900ER de la aerolínea indonesia de bajo costo Lion Air.

La primera aerolínea de bajo costo de la India, Air Deccan, entró en servicio el 25 de agosto de 2003. Las tarifas de la compañía para la ruta Delhi-Bangalore eran un 30 % inferior a las de sus rivales en dicha ruta, como pueden ser Indian Airlines, Air Sahara y Jet Airways. El éxito de Air Deccan ha sido determinante para la aparición de más de una docena de aerolíneas de bajo costo en la India. Air Deccan debe afrontar ahora el reto de competir con Kingfisher Airlines, SpiceJet, GoAir y Paramount Airways. IndiGo Airlines recientemente ha realizado un pedido de 100 Airbus A320 por valor de seis mil millones de dólares USA durante la Exhibición Aérea de París, el mayor pedido realizado por una compañía doméstica asiática.

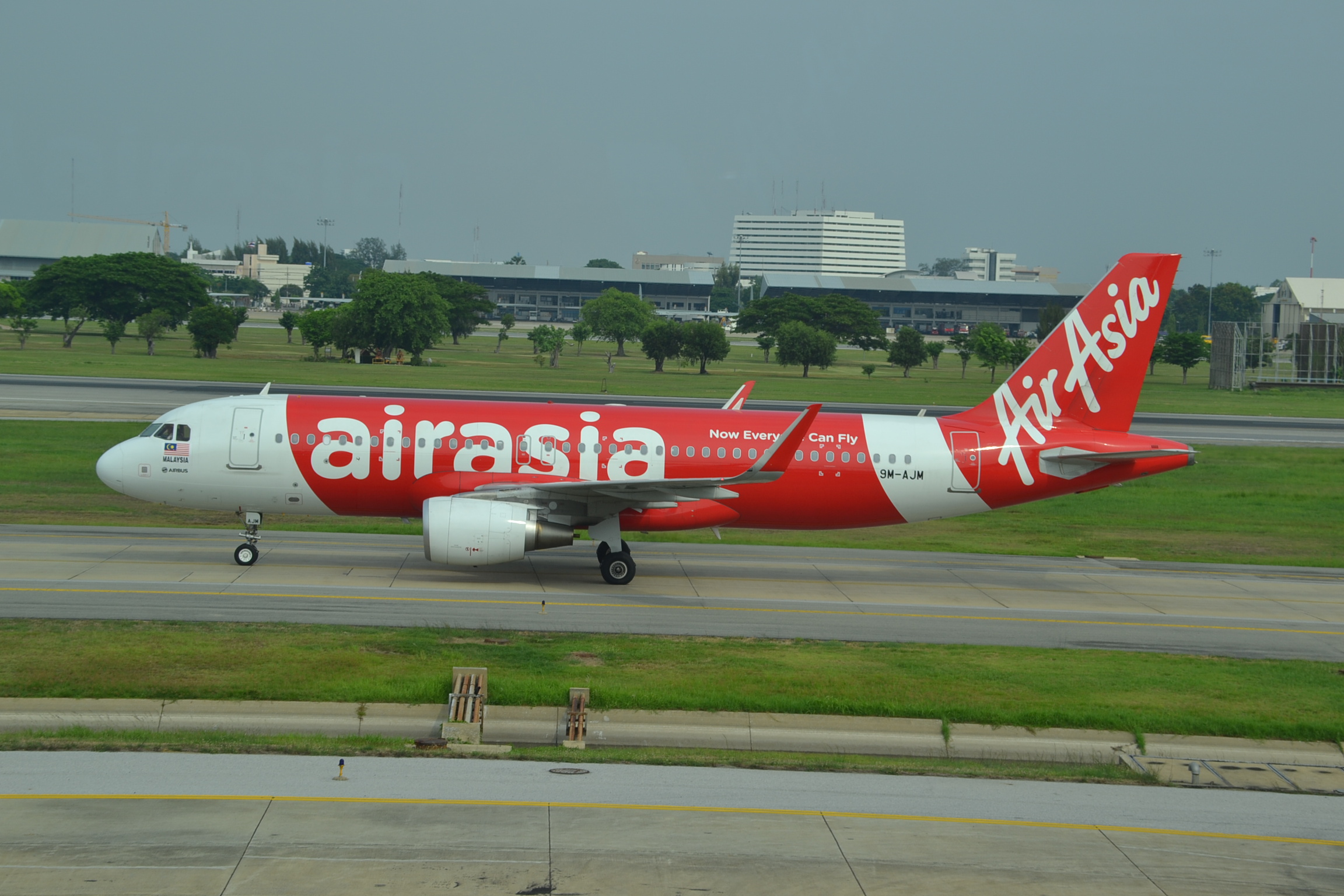
Airbus A320-200 de la aerolínea malasia de bajo costo AirAsia.

La primera aerolínea de Australia fue Compass, que inició sus operaciones en 1990 aunque apenas duró en servicio. En 2000 Impulse y Virgin Blue comenzaron sus operaciones de bajo costo en fiera competencia a las principales ciudades australianas. Virgin Blue se ha convertido en la segunda aerolínea del país, mientras que Qantas se hizo con Impulse y operó en wet lease con ella antes de transferir todos sus recursos a la nueva compañía de bajo costo Jetstar. Qantas ha lanzado dos aerolíneas de bajo costo: JetStar para competir en el mercado doméstico con Virgin Blue y Australian Airlines para los vuelos internacionales a Asia, también en wet leasing. Esto significa que la tripulación y flota de Australian Airlines realiza operaciones bajo los colores de Qantas. Actualmente Qantas pretende desarrollar una única compañía de bajo costo con la base de Jetstar que incluya también las rutas internacionales.

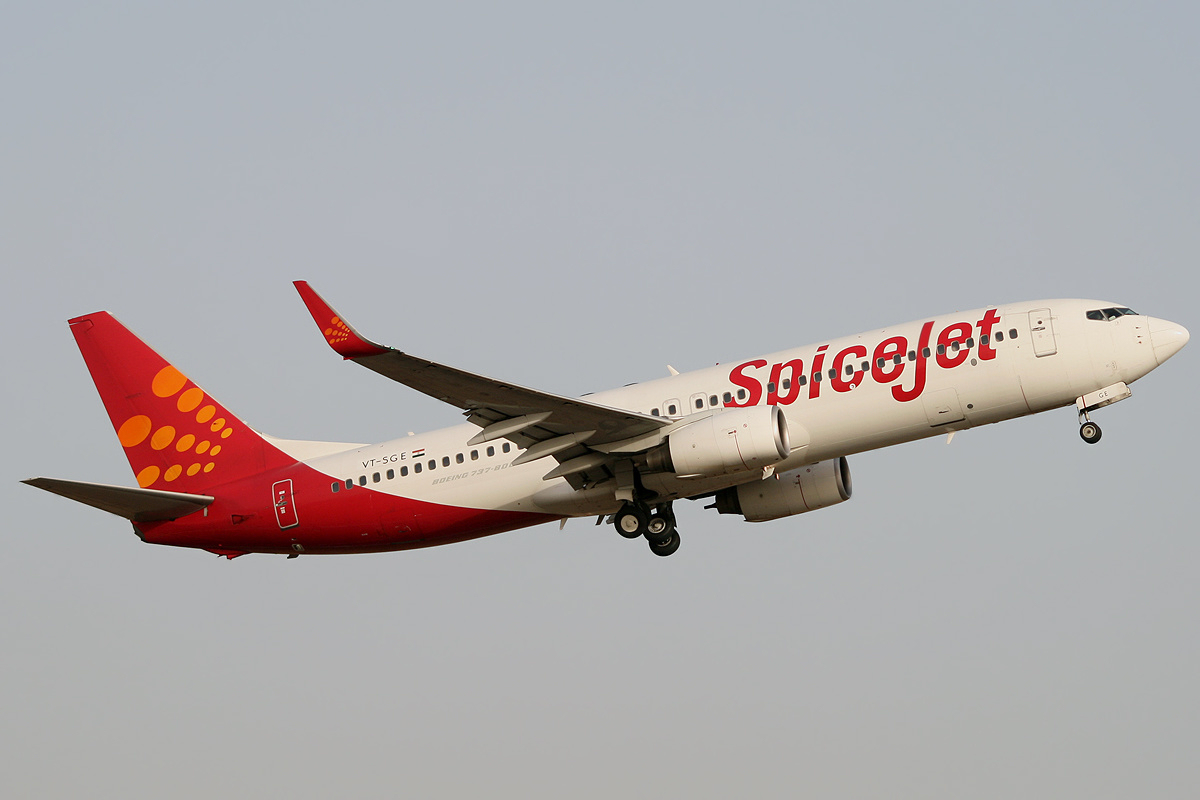
Boeing 737-800 de la aerolínea india de bajo costo SpiceJet.

En 1995, Air New Zealand fundó una subsidiaria de bajo costo, Freedom Air, en respuesta la política de descuentos iniciada por Kiwi Airlines en los vuelos sobre el mar de Tasmania. La fiera competencia en estas rutas llevó a Kiwi Airlines a la quiebra en 1996, mientras que Freedom Air continuó operando entre Australia and Nueva Zelanda. Jetconnect, controlada al 100 % por Qantas, fue creada por la aerolínea australiana como su filial de bajo costo en el país vecino, y opera varias rutas nacionales y entre ambos países en wet leasing utilizando la marca Qantas. Además Qantas ha lanzado vuelos entre Australia y Nueva Zelanda operados por Jetstar.

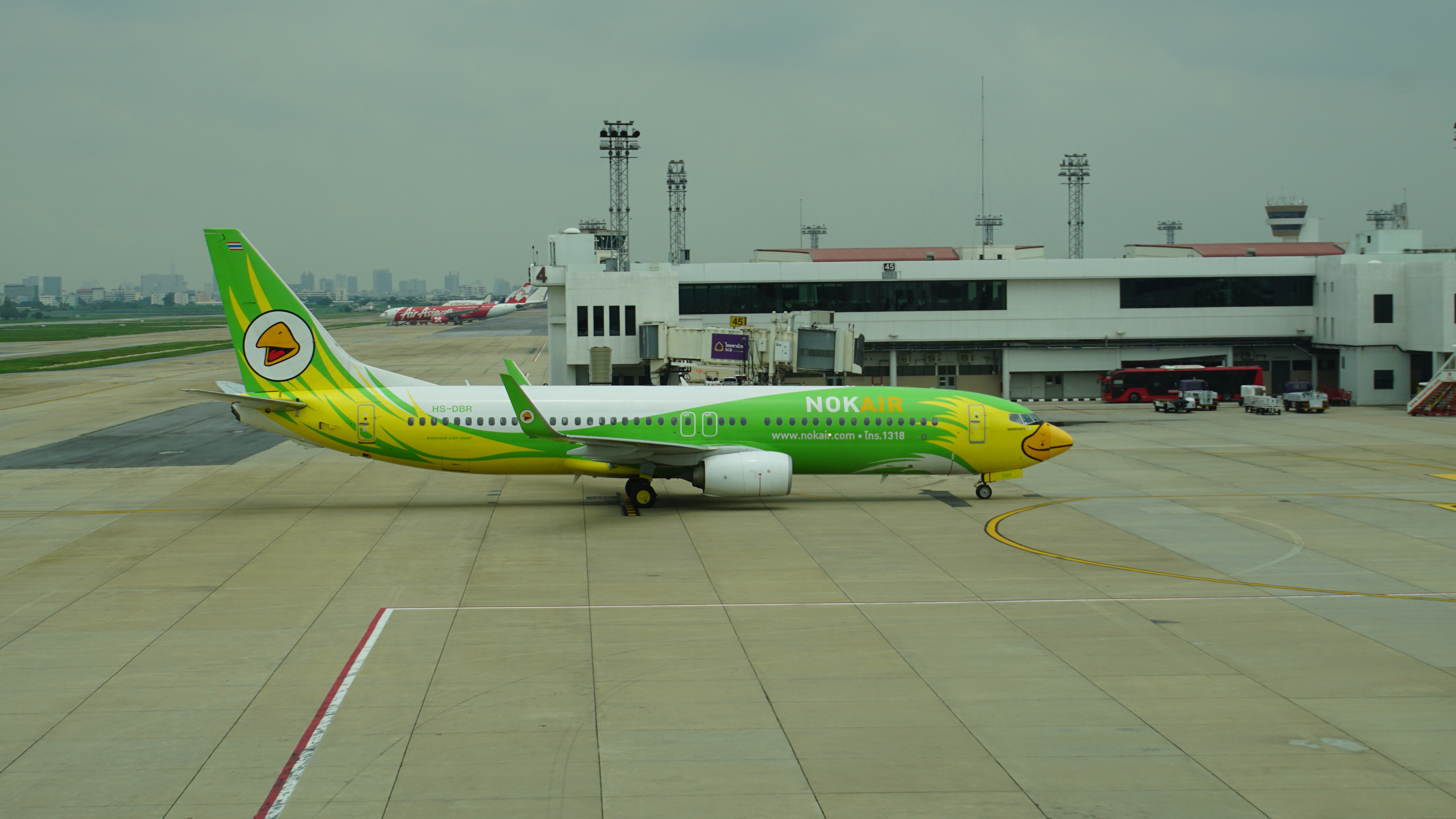
Boeing 737-800 de la aerolínea tailandesa de bajo costo Nok Air.

El 5 de mayo de 2004 fue lanzada la primera compañía de bajo costo de Singapur, Valuair, obligando a la compañía líder Singapore Airlines a invertir en una nueva filial de este tipo, Tiger Airways, para ganar a su competidora. A esto hay que sumar que la segunda mayor compañía del Aeropuerto Internacional de Singapur-Changi, la australiana Qantas, también inició sus operaciones de bajo costo con Asia a través de Jetstar Asia Airways, aerolínea con base en Singapur y que comenzó sus operaciones el 13 de diciembre de 2004. Por su parte, la malaya Air Asia realizó repetidos intentos de fundar una operadora de bajo costo en Singapur, pero su insistencia en utilizar el aeropuerto secundario de Seletar así como en solicitar reducciones en las tasas de aeropuerto, minimizó sus posibilidades de obtener los permisos pertinentes. Este contratiempo bloqueó la aventura de Air Asia en Singapur. En julio de 2005, los propietarios de Jetstar Asia se hicieron con Valuair y fusionaron ambas compañías.

## Modelo de negocio
Las prácticas del modelo de negocio de las compañías de bajo costo varían. Algunas prácticas son más comunes en ciertas regiones, mientras que otras son generalmente universales. El tema común entre todos las aerolíneas de bajo costo es la reducción de costos y tarifas generales reducidas en comparación con los aerolíneas tradicionales.

### Aeronave
La mayoría de las aerolíneas de bajo costo operan aeronaves configuradas con una sola clase de pasajeros. Y la mayoría opera solo con un solo tipo de aeronave, por lo que el personal de cabina y en tierra solo tendrá que ser entrenada para trabajar en un tipo de aeronave.Sin embargo, algunas compañías de bajo costo operan más de un modelo de avión. Tener solo un tipo de avión también es beneficioso desde el punto de vista del mantenimiento, ya que las piezas de repuesto y la mecánica sólo se dedicarán a un tipo de aeronave. Estas aerolíneas tienden a operar vuelos de corta distancia que se adaptan a la gama de aviones de cuerpo estrecho (pasillo único).
En el pasado, las compañías de bajo costo operaron con aviones más antiguos, comprados de segunda mano, como el McDonnell Douglas DC-9 y modelos más antiguos del Boeing 737. Desde 2000, las flotas generalmente consisten de aviones más nuevos, comúnmente la familia Airbus A320 y Boeing 737. Aunque la compra de nuevos aviones suele ser más caro que la de segunda mano, los aviones nuevos son más baratos de operar a largo plazo. Ya que son extremadamente eficientes en términos de combustible, capacitación, mantenimiento y costos del personal por pasajero.
Las aeronaves a menudo operan con un conjunto mínimo de equipos opcionales, lo que reduce aún más los costos de adquisición y mantenimiento, además de mantener el peso de la aeronave más bajo y, por lo tanto, ahorrar combustible. Por ejemplo, los asientos de Ryanair (Europa) no se reclinan y no tienen bolsillos, para reducir los costos de limpieza y mantenimiento. También hay compañías que no tienen persianas en las ventanas. Las conveniencias piloto, como ACARS, pueden ser excluidas. A menudo, no hay sistemas de entretenimiento a bordo. La mayoría no ofrece asientos reservados, con la esperanza de alentar a los pasajeros a abordar temprano y rápidamente, lo que disminuye los tiempos de respuesta. Algunos permiten el abordaje prioritario por una tarifa adicional en lugar de los asientos reservados, y algunos permiten reservar un asiento en una fila de salida de emergencia (para un espacio más largo para las piernas) a un costo adicional.

### Bases
Al igual que los principales operadores, muchos operadores de bajo costo desarrollan una o más bases para maximizar la cobertura del destino y defender su mercado. Muchos no operan centros de conexión, sino que se centran en las ciudades.

### Sencillez
Las aerolíneas de bajo costo a menudo ofrecen un esquema de tarifas más simple, como cobrar billetes solo de ida la mitad que los de ida y vuelta. Por lo general, las tarifas aumentan a medida que el avión se llena, lo que recompensa las reservas anticipadas. En Europa (y al principio de la historia de Southwest) el equipaje no se transfiere de un vuelo a otro, incluso si ambos vuelos son de la misma aerolínea. Esto ahorra costos y se cree que alienta a los pasajeros a tomar vuelos directos. Los billetes no se venden con transferencias, por lo que la aerolínea puede evitar la responsabilidad de las conexiones de los pasajeros en caso de retraso. Las aerolíneas de bajo costo a menudo tienen un horario escaso con un vuelo por día y ruta, por lo que sería difícil encontrar una alternativa para una conexión perdida. Las aerolíneas de bajo costo modernas con base en los Estados Unidos generalmente transfieren equipaje para vuelos continuos, así como también transfieren equipaje a otras aerolíneas. Muchas aerolíneas optan por subir a los pasajeros a través de las escaleras, ya que las pasarelas de acceso a aeronaves generalmente cuestan más.
A menudo, los aerolíneas de bajo costo vuelan a aeropuertos secundarios más pequeños y menos congestionados y / o vuelan a aeropuertos durante las horas de menor actividad para evitar demoras en el tráfico aéreo y aprovechar las tarifas de aterrizaje más bajas. Las aerolíneas intentan a descargar, dar servicio y volver a cargar la aeronave (tiempo de respuesta) en períodos de tiempo más cortos y no esperan a los pasajeros que llegan tarde, lo que permite la máxima utilización de la aeronave.

### Ingresos no aéreos
Las compañías de bajo costo generan ingresos auxiliares de una variedad de actividades, como opciones de menú a la carta y productos basados en comisiones. Algunas aerolíneas pueden cobrar una tarifa por una almohada o una manta o por el equipaje de mano.
En general es común que todas y cada una de las comodidades y servicios tengan un cargo adicional. AirAsia, por ejemplo, genera ingresos por servicios de mensajería y hoteles, aparte de los billetes de vuelos.

### Limitar los costos de personal
Las compañías de bajo costo quieren ser de bajo costo, por lo que en muchos casos los empleados desempeñan múltiples funciones. En algunas aerolíneas, los auxiliares de vuelo también trabajan como agentes de puerta o asumen otros roles, lo que limita los costos de personal. Southwest Airlines es conocida por utilizar programas de cobertura de combustible para reducir sus costos generales de combustible. El check-in de las maletas en la puerta de embarque requiere gastos, ya que requiere el cálculo del peso y el manejo de equipaje de última hora.
El check-in en línea se está volviendo común, también con el objetivo de evitar los costos de personal.
Cuando está permitido, algunas líneas aéreas no están dispuestas a manejar pasajeros del Servicio Especial, por ejemplo, al imponer un límite de edad más alto a los menores no acompañados[cita requerida] que ponen los aerolíneas de servicio completo. A menudo, estas aerolíneas no ofrecen billetes de conexión, ya que la aerolínea tendrá que pagar por personal terrestre para transferir el equipaje. Un cliente puede crear una conexión manualmente comprando dos boletos separados, pero estos se consideran contratos separados, y el pasajero corre el riesgo si un vuelo entrante retrasado causa una conexión perdida.
Los compañías tradicionales siguieron a las aerolíneas de bajo costo permitiendo el check-in en la web, alentando el check-in de la máquina en el aeropuerto y, en general, reduciendo el costo del personal en tierra. Las convenciones internacionales requieren una azafata por cada 50 pasajeros y dos pilotos. Ningún aerolínea puede ahorrar dinero al reducir el personal del vuelo, pero puede reducir el personal en tierra.

### Prácticas innovadoras
Algunas aerolíneas recurren a prácticas muy innovadoras. Hay muchas aerolíneas que trabajan con fabricantes de aeronaves, pero aerolíneas como AirAsia van un paso más allá. Trabajando con aeropuertos para desarrollar terminales de bajo costo especialmente diseñadas para reducir los gastos generales. Costos más bajos se transfieren a la aerolínea y, a su vez, al cliente. Otras prácticas que reducen los gastos son el uso de tabletas PC en lugar de registros en papel (reduce el peso del avión) y gafas inteligentes para el piloto.

## Vuelos intercontinentales de bajo costo
La primera aerolínea en ofrecer servicios transatlánticos de bajo costo fue Laker Airways, que operó el Skytrain, un servicio cubierto por un DC-10 entre Londres y Nueva York a finales de los 70. El servicio fue suspendido después de que British Airways y la Pan Am, competidoras de Laker, establecieran precios mucho más interesantes que los del Skytrain.
En 2004 la compañía irlandesa Aer Lingus bajó sus tarifas para competir con aerolíneas como Ryanair y empezó a ofrecer vuelos transatlánticos por poco más de 100 euros. Posteriormente, en 2004, la aerolínea canadiense Zoom Airlines abrió rutas entre las ciudades británicas de Glasgow y Mánchester y Canadá por 89 libras esterlinas.
Ciertos artículos sobre aviación hablan acerca de una versión extendida del Airbus A380 capaz de transportar hasta 900 pasajeros, que permitiría verdaderamente explotar rutas de largo alcance a bajo costo. Mientras el costo por pasajero para un avión de ese tipo sería menor que el de la competencia, el posible ahorro total en las operaciones de largo alcance apenas sería rentable y, por tanto, una compañía de bajo costo y largo alcance encontraría difícil diferenciarse de una aerolínea convencional. En particular, las compañías de bajo costo normalmente utilizan su flota durante más tiempo y para más vuelos al día, programando su primera salida por la mañana temprano y su última llegada de madrugada. Sin embargo, la programación de vuelos de largo alcance viene determinada por los cambios de huso horario (por ejemplo despegar de la costa este de los Estados Unidos por la tarde y llegar a Europa a la mañana siguiente), además de que vuelos más largos significan menos posibilidades de utilizar la flota al máximo añadiendo uno o dos vuelos cortos más cada día.
En 2017, el grupo de aerolíneas IAG, fundó LEVEL, una aerolínea de bajo costo de largo alcance que opera bajo la aerolínea Iberia. LEVEL opera una flota de Airbus A330 configurados con una sola clase para llegar a su red de destinos en América, Norteamérica, El Caribe y la propia Europa a precios nunca antes vistos en el pasado.
Por otra parte, la revista especializada Airline Business recientemente analizó el potencial de los servicios de largo alcance y bajo costo, concluyendo que cierto número de compañías asiáticas están próximas a establecer una especie de modelo de trabajo para estas operaciones.

## Modelo de negocio
En IATA, una operación LCC se define como que incluye las siguientes características, al menos hasta cierto punto:
- Principalmente operaciones punto a punto
- Las rutas de corto recorrido, a menudo entre aeropuertos regionales o secundarios
- Concentración en el tráfico sensible a los precios, principalmente pasajeros de ocio
- Normalmente, una clase de servicio único, sin programas de fidelización de clientes (o limitados)
- Servicios de pasajeros limitados, con cargos adicionales por algunos servicios (por ejemplo, servicios de cáterin a bordo)
- Bajas tarifas medias, con un fuerte enfoque en la competencia de precios
- Diferentes tarifas ofrecidas, relacionadas con los factores de carga de la aeronave y el tiempo transcurrido antes de la salida
- Una proporción muy alta de las reservas realizadas a través de Internet
- Los altos índices de utilización de los aviones, con una corta rotación entre las operaciones
- Una flota de solo uno o dos tipos de aeronaves
- Empresas del sector privado
- Una estructura sencilla de administración y estructura con un proceso de toma de decisiones estratégicas

## Negocios a partir de las aerolíneas de bajo coste
Con la aparición de aerolíneas de bajo coste han ido apareciendo diferentes modelos de negocio basados en estas. Algunos ejemplos son el interrail aéreo por el cual páginas ofrecen diferentes vuelos a través de Europa como Airhopping, o bien viajes sorpresa de un fin de semana como Waynabox o Drumwit o incluso la idea de ir y volver el mismo día como Ahora Vuelvo Mamá.
El hecho de poder viajar a precios tan bajos y el interés creciente de viajar más ha permitido la creación de toda una industria de comercialización de estos viajes de bajo coste de formas innovadoras.